# 符彥卿
參數所指定的目標頁面不存在，建議更正成存在頁面或直接建立下列一個頁面（建立前請先搜尋是否有合適的存在頁面可以取代）：
- 祁国公

參數所指定的目標頁面不存在，建議更正成存在頁面或直接建立下列一個頁面（建立前請先搜尋是否有合適的存在頁面可以取代）：
- 魏国公

符彥卿（898年—975年），字冠侯，陳州宛丘縣（今河南省淮陽區）人，中國五代時期的將領及北宋初年重臣，曾經多次與北方外族交戰，並且於嘉山及陽城等戰役中大破契丹，令遼朝上下畏懼。他自幼習武，善騎射，與父符存審及兄弟數人皆為各據一方的軍事勢力，憑軍功先後擔任天雄軍節度使、鳳翔節度使、太尉及太師等職，加封魏王，三位女兒也相繼成為後周世宗柴榮及宋太宗趙匡義的皇后，於北宋立國後成為朝中巨擘。

## 生平

### 出身
符彥卿祖籍陳州宛丘縣，其父符存審是軍事將領，於唐末亂世效力「獨眼龍」晉王李克用，時人稱十三太保之一，從軍資歷完整，官至盧龍節度使、蕃漢馬步軍都總管及中書令，為後唐立國的砥柱中流。符彦卿是家裡的第四子，同袍都叫他「符第四」，由於父親常年鎮守河北，與北面的外族契丹交戰，符彦卿自小就在軍旅中長大；他亦繼承父親的軍事天份，自幼已經習武，十三歲便能騎在馬背上拉弓射箭，而他成長後面對的亂世、朝代迅速更替的程度，更較其父年代有過之而無不及，
符彥卿雖為將門之後，但年少時並沒在父親領地幽州逗留太久，反而離家跑到太原，受李克用之子李存勗（後來的莊宗）起用，因為辦事謹慎誠實而受賞識，獲准出入軍帳內室，等到年紀稍長就被任命為親從指揮使，率領數百人的近衛小部隊。

### 後唐

#### 早年戰績
同光元年（923年）四月，李存勗在魏州（今河北省邯鄲市西）稱帝，建國號唐（史稱後唐）是為莊宗，馬上突襲宿敵後梁的鄆州，至十月已攻入其首都汴梁（今河南開封），在繼承李克用遺志十多年後，終於消滅了朱溫篡唐而來的後梁，莊宗更以祖父朱邪赤心早年受唐室御賜李姓的合法繼承人身份，打起「中興唐朝」旗號，意圖統一北方後，再收復中國全境。
後唐朝廷既立，定都洛陽，時年約25歲的符彥卿被擢升為散員指揮使，負責皇宮裡其中一支騎兵衛隊。而莊宗雄心壯志，很快又攻陷成都、滅掉前蜀，還收降李茂貞建立的岐國；當時南方諸藩包括吳、吳越、楚均上表向後唐入貢，成為長城以南惟一受公認的皇權，確然頗具中興之勢。
同光二年（924年）五月，符彥卿之父符存審於幽州官邸去世，送至京城洛陽下葬，莊宗廢朝三日悼念，追封秦王兼尚書令；符彥卿及後升任龍武都虞候，即是統率禁軍的上級指揮官。但與此同時，滅梁後的莊宗慢慢變得貪圖逸樂，終日與戲班伶人為伍，竟然起用伶人擔任將軍，不單荒廢朝政，又派宦官強搶民女入宮，導致坊間開始怨聲四起。
同光四年（926），莊宗把旗下的魏博軍臨時調往貝州（今河北省清河縣）屯田，使士兵戍期滿後仍不能歸鄉，小卒皇甫暉見軍心散渙，趁機挑起叛亂，先殺主帥楊仁晸，再立偏將趙在禮為留後並大肆擄掠民居，是為鄴都之變。莊宗派義兄李嗣源剿亂，不料李嗣源到鄴都後被部屬挾持入城，要求他帶領魏博軍起事；李嗣源受女婿石敬瑭游說，指形勢已騎虎難下，即使不造反也會被莊宗猜疑，李嗣源唯有率眾，舉起肅清伶人干政的旗幟反攻洛陽。莊宗親征抵擋，卻因久疏軍務而大敗，回師洛陽途中更加遭伶人郭從謙背叛，史稱興教門之變。由於莊宗素來吝嗇金錢，不太撫恤士卒，當興教門著火一片混亂之際，侍從大多逃之夭夭捨他而去，僅符彦卿及王全斌等數名將領依然效忠，身為禁軍將領的符彦卿更沐血奮戰，殺死十多名叛軍，直至莊宗在轎子裡被飛箭擊中、隨後於絳霄殿暴斃，符彦卿知道戀戰亦無濟於事，才悲憤地飲泣離開。
不久，李嗣源進入洛陽，厚葬莊宗屍骨於雍陵，開始著手整頓朝政，包括把郭從謙族滅並清除宦官伶人，因此受眾臣擁護為後唐明宗。此時符家兄弟眾人（符存審生九子）在各地方上擁有不少兵馬，勢力足以傾覆後唐，明宗為了拉攏他們，派遣長居朝廷的符彥卿出使太原，安撫他掌握當地實權的長兄北京巡檢符彥超，兄弟兩人見面後，取得共識繼續效力後唐，間接促使符氏一族此後在亂世中仍然巍然屹立。

#### 定州擊破契丹
天成三年 (928年)，而立之年的符彥卿成為吉州刺史，從禁軍將領搖身一變為地方官，領地分於長江以南的吉州廬陵一帶（今江西省吉水市），雖然位處偏僻，遠離朝廷勢力核心，但憑藉少年累積下來的聲名甚獲明宗器重，多次參與北疆戰爭，繼承父親抗擊契丹的大志。當時，契丹國第二任皇帝耶律德光剛以25歲之齡即位，延續耶律阿保機的強勢統治，不單忙於消滅東丹王耶律倍，對中原的威脅也愈來愈大；相反，後唐明宗上台已經一年多，治國根基卻不穩妥，先有朱守殷在汴州謀反，後來另一將領王都也在定州（今河北省定州市）叛亂，更勾結契丹人南侵。
為平叛，明宗派遣歸德節度使王晏球為主將，符彥卿則受封「北面行營諸道左廂馬軍都指揮使」，奉命與宣徽南院使張延朗從旁協助，防範由禿餒率領的10,000名契丹鐵騎。不過契丹騎兵既勇悍，機動力又強，知道張延朗屯軍於新樂防守後，馬上繞遠路從另一側進入定州，在會合王都的兵力後，出其不意進攻後唐軍，張延朗大敗，契丹軍整合後再朝嘉山（今河北省曲陽縣東）乘勝追擊。。
面對契丹大軍，後唐士兵先登上山丘佔據地利，由符彥卿率領的左翼先鋒迎擊，他要求手下收起弓矢，做好準備衝下山與敵軍短兵相接，又警告士兵如果回顧不前，須依軍法處斬。結果在軍紀嚴明之下，符彥卿在嘉山的突襲把契丹軍和王都打得潰敗，禿餒與王都身邊甚至只剩下數名騎兵，匆忙從曲陽一帶逃回定州城，途中六十多里都見到契丹兵屍體和扔棄的盔甲。
禿餒入城後，王都對他相當卑躬屈膝，屬下當中有人看不過眼，想向符彥卿請降，卻被加以監視和殺戮，由於定州城兵仍然有數千人且糧草充足，如是者又堅守多數月。期間，契丹王耶律德光得知南侵失利，又派惕隱率領7,000名騎兵增援，加上王都屬下鄭季璘、杜弘壽以2,000兵力出城接應，結果再在唐河（今河南省南陽市）被打敗，契丹陣亡數千人，其餘紛紛潰散至各地鄉村，甚至被村民殺死，而惕隱更被生擒送返京師，耶律德光為此事遣使到後唐，言辭謙卑要求明宗把惕隱送回契丹，被明宗拒絕並處刑，一時間後唐聲勢大震。
天成四年 (929年)二月，定州城糧盡而破，王都自焚投降。整場王都之亂，契丹一共派遣近20,000士兵南下助戰，一旦打開缺口對後唐將是關乎存亡的威脅，最終卻僅剩數十人能夠逃回契丹，導致此後一段時間都不敢輕言南下，北方其他外族也畏懼後唐。

#### 招撫党項
符彥卿憑藉剿滅王都的功勞，被調升至相對安穩的隴東地區，任慶州刺史（今甘肅省慶陽市），並加封耀州團練使（今陝西省銅川市），當時慶州、耀州不是戰況最劇烈的地區，但轄境剛被擴大，符彥卿變相手擁兩州兵力；在政治層面上，團練使屬於節度使其下一級的職銜，符彥卿被加封團練使，相當於考驗其政務能力，為日後升遷藩鎮舖平了道路。
符彥卿到任慶州後，考慮到隴東地區對契丹的防務薄弱，因此在北烏侖山山口築起城堡，並且修繕河渠，加強後唐長遠的防禦能力；另一個目的是當時慶州以北居住了大量從巴蜀湧入的党項族人，譬如拓跋氏、費聽氏和米擒氏等，既不從屬契丹，又拒絕聽命後唐，選擇聚居在兩國之間的灰色地帶；符彥卿築起城堡後馬上加以招撫，除令党項人歸化，也延攬了部分氏族首領，預防他們在軍事衝突中支持契丹，收到頗大治績。
清泰初年（934年），正值後唐朝廷多事之秋，鎮守沂、海、兗、密四州（今山東省南部）的長兄、泰寧軍節度使符彥超遇害身亡，符彥卿則受到新上台的後唐末帝李從珂信任，調為接壤契丹的易州刺史（今河北省易縣），兼領後唐的北方騎軍，相當於授予防衛契丹的軍事大權，作為對抗北狄的第一道屏障，並御賜戎服、甲胄及戰馬，以作獎勵。可惜不久後，與末帝素有積怨的石敬瑭在太原再舉叛旗，更以割讓戰略重地燕雲十六州、歲納絹三十萬匹，甚至自貶「兒皇帝」為條件，向契丹王耶律德光借取大軍，對方趁機親率領50,000鐵騎南下。
後唐方面，隨即以建雄軍節度使張敬達為首的藩鎮聯軍征討太原，其中符彥卿與另一員大將高行周負責率領騎兵部隊，然而在燕雲十六州淪陷、兵力懸殊下不敵契丹、石敬瑭聯軍，惟有退守晉安寨（今山西太原南），之後長達數個月時間，後唐陣營都沒任何一支援軍前往晉安寨相救，局勢惡劣可想而知，最終石敬瑭叛軍主力攻入洛陽，李從珂自焚身亡。總結符彥卿少年獲莊宗賞識起，直至末帝覆亡為止，共為後唐效力逾廿載，雖然沙場上忠勇效力，卻無法挽回亡國的厄運。

### 後晉

#### 政治危機
天福元年（936年），石氏建立後晉稱帝，擢升符彥卿為節度使，但原本領地易州，因為所在的燕雲十六州已割讓予契丹，便向南調往同州，另外對其二哥符彥饒也授以滑州義成軍節度使一職，兄弟表面看似風光，實則如履薄冰。僅數月後，符彥饒就因為部下擅自對抗昭信節度使白奉進，連送返京都的正式審訊也未舉行，便被官府下令於驛館半途處決；雖然石敬瑭下令至此不再深究，但符彥卿從二哥之死，察覺到自己身為前朝大將，深受生性多疑的石敬瑭猜忌，若繼續為後晉賣命只會動輒得咎，逐決定以退為進，不久便主動向朝廷上表請辭，說自己是待罪之身，請求解甲歸隱田野。
這是符彥卿從軍後首次遇上的政治危機，稍一處理不慎都攸關生死，猶幸北方干戈戰禍剛止，割地求榮的石敬瑭本身支持度低，欲穩定國內情勢，不得不倚重舊臣力量，因此他拒絕了符彥卿的請辭，反而多次加封其職權，希望冰釋前嫌，期間符彥卿再次擔任御前禁軍首領，先統率左羽林軍，隨後兼領右羽林軍，並且升任保大軍節度使（今陝西省北部），下轄五州兵力和政權。可惜石敬瑭稱帝後，由於對北狄卑躬屈膝的態度，旗下藩鎮不斷叛變，他本人亦屢次遭受契丹王責問，結果上台僅5年多就在憂憤中過世。

#### 出鎮河陽三城
石敬瑭歿後，侄兒石重貴於開運元年（944年）繼任，是為後晉出帝；他與符彥卿識於微時，又矢志改變恭順契丹的國策，因此甫一即位馬上就召符彥卿上朝，進一步委派重任，以符彥卿坐鎮河陽三城節度使，掌握懷、衛、鄭、汝、陝，孟及澤州（今河南省黃河故道以北、太行山以南一帶），後晉隨即宣布不再向契丹稱臣。
契丹王耶律德光盛怒之下，開始歷時數年的大規模南侵，最初不用一個月就攻陷邊境的貝州，博州守將周儒也開城投降，2個月後契丹部將、以行軍手段殘暴見稱的耶律拔里得再攻下德州，霎時間勢不可擋，符彥卿決定率領麾下於澶淵迎戰。當時數萬名契丹騎兵，已經把後晉另一大將高行周團團包圍於鐵丘一地，等到陣前軍議時，諸將因為畏懼契丹大軍鋒芒，面面相覷都沒人敢自願擔任先鋒，符彥卿認為不能任由高行周失救戰死，見帳內諸將鴉雀無聲，待軍議結束後便親自挑選數百名精銳騎兵，獨力輕裝上陣馳救戰友，這種不要命的奇襲策略出乎契丹意料，導致耶律拔里得的部隊慌亂間損失慘重，士兵紛紛脫離戰線逃走，最終符彥卿成功在苦戰中親自救回高行周。
開運元年（944年）11月，符彥卿與成德節度使將領李守貞合兵出征青州（今山東省青州市），討伐勾結契丹的平盧節度使楊光遠，順利擊破叛軍，楊光遠之子開城投降；時年約46歲的符彥卿，憑藉一系列的平亂功績封爵，號祁國公，同時升任忠武軍節度使，移鎮陳、溵、蔡、汝及許州（今河南省許昌市）。

#### 陽城重挫耶律德光
開運二年（945年）二月，後晉出帝見契丹軍從中原撤退，決心乘勢北伐，派遣符彥卿與義成節度使杜重威、李守貞三人大舉進軍幽州，但契丹王耶律德光堅決不退讓，御駕親率十多萬契丹士兵捲土重來；後晉軍與契丹開戰後，初期一度把對方向北驅逐十餘里，逼使其退回白溝（今河北省保定市高碑店市白溝鎮）以北，不過契丹鐵騎兵力始終佔優，很快又壓倒後晉軍，晉軍且戰且退，結果退至陽城附近（今山西省陽城縣），就被契丹大軍重重包圍起來，契丹方面不止放火助威，更以奇兵截斷晉軍的主要糧食補給路線。
據歐陽修撰寫的《新五代史》記載，陽城當時嚴重乾涸缺水，受契丹包圍日久，後晉營中所有水井都已經被開鑿得壞掉，士兵們飢渴不堪，只好爭相挖地上的泥濘吸吮解渴，無論人和馬都因渴水而死，導致營內士氣非常低落，儘管敵軍隨時殺到，後晉大營的衛兵卻連拉弓防守的力氣也沒有。見此情況，耶律德光對戰情充滿信心，安坐戰車中對麾下軍隊吶喊：「後晉兵馬已經全數受困於此，只要我們生擒對手，馬上就可以平定天下」。
然而天有不測，當晚深宵刮起漫天暴風，杜重威主張守陣不出，想待風勢轉弱才從長計議；相反，符彥卿認為機不可失，決意背水一戰，便號召手下張彥澤及皇甫遇說：「與其束手就擒，倒不如拚死應戰，或者可以闖出重圍」，麾下眾人皆同意作戰。符彥卿藉著夜色掩護，潛伏到契丹軍隊後方，待狂風大作、一時間天昏地暗，便率領一萬騎兵奮死反擊，順著風勢衝向契丹主寨，契丹王耶律德光兵敗如山倒，急忙間為了保命，惟有拾棄戰車、隻身乘駱駝落荒而逃，結果晉軍再趁勢追擊20多里，沿途拾獲契丹兵器甲冑、旗仗數以萬計之多。
耶律德光不敢喘息，一路逃命至幽州才停下來，但仍對意料以外的慘敗耿耿於懷，當即處罰軍中多位領銜大將，各施笞刑數百鞭以洩憤。而身在朝廷的出帝獲知戰況後大喜，立即下旨加封符彥卿武寧軍節度使，兼授以等同宰相地位的同中書門下平章事。

#### 遭謗被貶
不過，隨著符彦卿地位日隆，很快就招惹到其他大臣妒忌，在朝廷中遭受抹黑詆譭，出帝便禁止符彦卿再參與北伐，解除一切前線軍職，只讓他帶領數千名老弱殘卒，戍守遠離戰線、位於大後方的荊州口，結果卻種下了亡國的禍根。
出帝在罷黜符彦卿後，北伐大權就改由杜重威、李守貞和張彥澤主理，但三人各懷鬼胎，不單未有效忠朝廷，反而各自私通契丹叛亂；其中杜重威在滹沱之戰後，最先與耶律德光暗通款曲，獲契丹王承諾封他為中原皇帝後，立即連同麾下十萬兵馬降附契丹，更全面反攻後晉。至此危急關節，出帝才想起符彥卿，急詔他復出與高行周一起率領禁軍，屯駐在軍事重地澶淵（今河南省濮陽市），希望剿平叛亂。
然而在杜重威、李守貞和張彥澤都勾結契丹情況下，後晉大勢已去。開運三年十二月（947年1月），已叛變的張彥澤自願作先頭部隊，引耶律德光主力軍隊攻入後晉首都開封，出帝石重貴請降，結果闔家被俘虜到契丹，後晉正式滅亡；耶律德光趁此時機，改契丹國號為大遼。

### 後漢

#### 遼太宗問對
當時，符彦卿與高行周正在澶州被契丹大軍包圍，得知後晉已經滅亡後，不得已唯有投降遼國，隨即被敵軍帶到開封審訊，遼太宗耶律德光見到符彦卿，知道他是在嘉山、陽城等大戰，多次擊敗過遼軍的主將，就以此詰難符彦卿，符彦卿回答說：「我侍奉晉王，從來不貪生怕死，今日落到你手中，無論下場是死是生，皆屬命數。」耶律德光聽到他直言以對，不單未有責備，反而深感折服，便大笑起來為符彦卿解綁，釋放他離開。
由於遼軍在南侵過程中，一直縱兵搶劫百姓，因此在中原地區引起極大反彈，各地義軍和貧民紛紛起事。耶律德光有意重用符彦卿，不單讓他官復原職，繼續當武寧軍節度使，還派他剿平領內徐州、宋州的寇盗。符彦卿雖不想效力契丹人，但作為重獲自由的權宜之策只好答應，當行軍至甬橋時候，剛巧遇上義軍領袖李仁恕率數萬流民進攻徐州，符彦卿不忍心向普羅百姓開戰，就僅帶著數十騎兵直奔到徐州城下談判，誰知李仁恕的部下強行挽住符彦卿的馬，希望尾隨他入城，讓義軍佔領城池，使符彦卿甚為猶豫。雙方僵持不下，鎮守徐州城的彦卿之子符昭序，為了替父親解圍，就派人出城大喊：「太守你職責是剿平寇盗，為何送羊入虎口，想把城送予賊人？你我雖是父子，如今已成仇敵，必須決一死戰，城門決不讓賊軍進入！」。義軍民眾聽到後明白符彦卿的一番好意，既惶恐又愧疚，於是紛紛跪下來求情，符彦卿立誓為他們求取朝廷赦罪後，便讓眾人和平散去。

#### 捨棄徐州
天福十二年（947年）二月，石敬瑭前部下劉知遠在太原稱帝，六月進入汴州，冒稱為東漢明帝八子淮陽王劉昞之後，改國號為「漢」（後漢）；符彦卿雖然認識劉知遠，知道其性情殘暴、不守信，並非君皇之器，但相較下更不想從屬契丹，趁著耶律德光患重症逃回北方，符彦卿便離開徐州出發往汴州，在會見劉知遠後投歸後漢，領地被改成兗州，任泰寧軍節度使，加封侍中職銜。乾祐元年（948年）中，劉知遠病死，他年僅18歲的兒子劉承祐繼位，是為後漢隱帝，㩴升符彦卿為中書令，加封魏國公，拜守太保，移鎮青州（今山東省青州市），出任平盧節度使。
乾祐三年（950年）十二月底，性多猜疑的隱帝把宰相楊邠、忠臣史弘肇、王章等誅除，又屠殺顧命大臣郭威的家人，連嬰兒與幼童都不放過，之後急召符彦卿和慕容彥超等大將入朝戒備。當時身在鄴都的郭威聞訊後，認為隱帝受外戚和酷吏劉銖蒙蔽，以清君側的名義舉兵南下，此時慕容彥超自恃驍勇，主動請纓迎擊郭威軍，符彦卿則較同情郭威遭遇，拒絕參與正面鎮壓；翌年正月一日，郭威迅速攻入首都開封，隱帝畏怯出逃時被手下所殺，郭威本擬另立劉氏宗族為帝，最終於部屬黃旗加身擁戴下，於崇元殿後周代漢，是為周太祖。

### 後周

#### 列土封王
周太祖即位後，或許是出於符彦卿在隱帝殺害其家人時，並沒有落井下石，故進封其為淮陽王，到了清除酷吏劉銖後，又把一座京城大宅賞賜予符彦卿，以示報答。廣順二年(952年)，慕容彥超割地叛變，周太祖為了平亂親率大軍行至兖州，符彦卿特意前往拜會大營，更進貢軍需的戰馬、錦彩和糧餉一萬石，獲太祖賞賜多件珍品為回禮。至平定慕容彦超後，符彦卿移鎮鄆州接替高行周，出任天平軍節度使。
郭威甚為賞識符彦卿的忠誠和才能，很快就想提拔他代替摯友王殷，升任擁兵最重、長年以來都是河北三鎮之首的天雄軍節度使（即魏博節度使），全權負責抗遼，雖然已下旨召見王殷，準備解任其職，但遼軍忽然侵犯邊界，王殷不能離開領地，計劃遂被擱置，原定符彦御入朝升遷也臨時取消。至廣順三年（953年）十二月，對北戰略失利的王殷始終被削職流放，郭威正式任命符彦卿為大名府尹，兼天雄軍節度使，加封衛王。

#### 高平之戰
顯德元年（954年）郭威去世，因為他的親生兒子已全部被隱帝殺死，故由妻侄柴榮繼位，是為後周世宗。當時，割據太原苟延殘喘的北漢皇帝劉旻趁後周喪君，又一次發動戰爭，為求向遼國乞援，劉旻尊遼帝為叔，自貶為姪皇帝。至二月，遼國以大將耶律敵祿為帥，派遣鐵騎一萬餘人及步兵近六萬人，號稱十萬大軍，抵達太原準備會師；北漢皇帝劉旻也決定親征，以張元徽為先鋒，一共領兵三萬出戰，連同遼兵實際軍力超過十萬，開始向後周的澤州（今山西晉城）、潞州（今山西長治）步步進逼，昭義節度使李筠慌忙以兩千步騎抵禦，於太平驛（今山西省襄垣縣）慘敗，遼漢聯軍志在一舉消滅後周，所以只分配支隊圍困潞州，主力部隊則馬上長驅直進，準備南下再奪取澤州。
為了反制敵軍，後周以符彦卿為主帥，郭崇任副將，領兵從磁州（今河北磁縣）固鎮路出發，前往潞州協助防御，很快就截斷北漢、遼國聯軍背部的退路，大大拖住了他們向南的步伐。利用符彦卿爭取回來的時間，後周朝廷在一個多月後終於完成備戰工作，柴榮從首都大梁（今河南開封）出發御駕親征，符彥卿被任命為河東行營一行都部署、太原行府知事，統領兩萬步、騎軍，帶同旗下郭崇、向訓、李重進和史彥超等部將參戰，協助後周世宗於高平之戰中獲勝。劉旻戰敗後，戴上斗笠偽裝成農民逃走，由於年老力衰而且一度迷路，差點無法支撐回到太原。

#### 北伐未竟
雖然勝出高平之戰，符彥卿也率領部隊直抵北漢都城太原，但後周世宗以軍糧運輸不及為由，並沒下命乘勝追擊，只是讓符彥卿屯兵在城下觀察形勢。至顯德元年（954年）五月，世宗率領的後周主力大軍，終於也開入北漢國境，遇上在汾州和太原府的官民，因為不滿北漢施政，都紛紛夾道歡迎後周大軍，甚至願意捐獻軍需物資，幫助其兵力，後周世宗也一一接受。
後周大軍因此攻陷北漢數州，雖然表面形勢大好，但符彥卿與諸將都判斷出後周孤軍深入，兵馬糧草再度不繼，圍攻太原的戰機已過，假如戰況演變成長期拉鋸，必然不利於後周，故此請示世宗收割戰果、以凱旋姿態班師回朝，但世宗不許，仍然堅持北伐，為此不惜調動山東附近各郡的地方糧倉接濟大軍。
世宗兵臨太原後，一意攻陷城池，符彥卿無奈之下惟有配合，改為與部將郭從義、向訓、白重贊和史彥超等，率領一萬騎兵奔赴忻州，截斷遼朝與北漢的通道，防止世宗圍城期間，遼朝發兵救援北漢。符彥卿趁著這趟任務，還順道招降了北漢治下的盂州（今山西省陽泉市盂縣），使其土地和軍民都併入後周版圖。。
不久，遼朝知道北漢被圍困，果然送出騎兵援救，很快就與符彥卿統領的後周軍隊，在忻州城北的近郊展開大戰，符彥卿當時派遣史彥超為先鋒，率二千騎兵迎敵，一時戰況相當激烈，史彥超在追敵之際也中伏戰死。雖然如此，符彥卿最終仍擊潰二千多遼國士兵，尤其遼軍騎兵更落荒而逃，至於後周的先鋒部隊方面，也有數百人陣亡或重傷。
後周世宗知道消息後，眼見太原久攻不下，諸將意見又開始有衝突，終於決定班師回朝，當即多番賜贈符彥卿繒彩、鞍勒馬等信物，讓他返回原本的領地。到後周大軍回京安頓後，世宗又拜符彥卿為太傅，加封魏王。

### 北宋巨擘
建隆元年（960年），後周殿前都點檢趙匡胤發動「陳橋兵變」，建立北宋，是為宋太祖，加封符彥卿太師之位。乾德元年（963年）春，符彥卿自方鎮入朝，宋太祖賜他襲衣、玉帶，兩人又在金鳳園舉行宴會，太祖七箭都射中靶心，符彥卿即進貢名馬稱賀。同年，符彥卿獲朝廷賜號「崇仁昭德宣忠保正翊亮」功臣。
開寶二年（969年）六月，符彥卿被改授鳳翔節度使，他帶病坐着肩輿赴任，抵達西京洛陽時，自稱病重，請求留在洛陽醫療養病，獲宋太祖同意。但病假滿百日後，符彥卿仍然滯留於洛陽，因而遭到御史彈劾，案件送交西京留司御史台審理，最終宋太祖特詔停止審問，僅罷去其節度使之職。
開寶八年六月十二日（975年7月23日），符彥卿逝世，享年七十八歲。趙匡胤為其輟朝三日，下詔由朝廷負責辦理其喪事，賜諡號魏忠宣王。

## 歷史評價
石重貴：「惟爾先臣，實為名將，世襲弓裘之慶，門傳忠孝之規。西漢三雄，徒稱傑出；東京七校，乃為時生。竭盡之心，貫於金石。」（《親征契丹命將制》）
王旦：「五朝恩寵更無前，花甲周流七十年。真有英才堪輔佐，誰言與世共推遷？老來得遂優遊樂，身後還承寵渥偏。荒草夕陽埋玉處，行人下馬拜新阡。」（《題符公魏忠宣王墓》）
李燾：「彥卿武勇有謀，善用兵。」（《續資治通鑑長編》）
胡三省：「高行周、符彥卿，一時名將也。」（《資治通鑑》注）
脫脫：「彥卿一門二後，累朝襲寵，有謀善戰，聲振殊俗，與時進退，其名將之賢者歟？」（《宋史》）
王夫之：「陽城之戰，符彥卿一呼以起，傾國之眾，潰如山崩，棄其奚車，乘駝亟走。」（《讀通鑑論》）
全祖望：「是時何必百勝之將，但如高行周、符彥卿之輩已足支吾。」（《鮚埼亭集》）
梁章鉅：「符彥卿、李洪信等，功名顯於五代，而沒在宋初，即不為立傳，此史家斷限之法宜爾。」（《浪跡三談》）

## 逸事
- 精於野獵 符彥卿自小學習騎射，擅於引弓，在軍帳中亦熱衷打獵活動，曾經在遂城（今四川省遂寧）的鹽臺澱之地，一日之內射下狼、狐、獐、彘、兔等四十二匹，在場旁觀者無不嘖嘖稱奇[71]。

- 捨財分賜 彥卿為將門子弟，除勇略有謀、善用兵外，對麾下亦毫不吝嗇，他前後獲朝廷賞賜百萬，都悉數分予帳下，故軍中士卒皆樂於為他拚死效力[72]。

- 名震契丹 遼人自陽城之戰敗於符彥卿以後，對他尤其畏懼，乃至遇上馬匹生病不飲不嚼，便會唾咒「莫非符王作怪？」[73]。

- 放虎歸山 後晉亡國後，符彥卿曾滯留遼國境內，但不肯像前人李陵、衛律一樣改投北狄，經常過問朝政的遼太宗耶律德光之母、皇太后述律平就特意向朝臣探問：「彥卿是否安在？」朝臣回答說他已逃回徐州，述律平嘆謂「繼續留此人在中原，實在何其失策！」可見其在契丹中威名遠播[74]。

## 家族
- 祖父：符楚
- 父亲：符存审
  - 长兄：符彦超
  - 次兄：符彦饶
  - 三兄：符彦图
  - 五弟：符彦能
  - 六弟：符彦琳
  - 七弟：符彦彝
  - 八弟：符彦伦
  - 九弟：符彦升
  - 夫人：魏国夫人金氏；秦国太夫人清河郡张氏；虢国夫人杨氏

### 子輩
- 長子：符昭序
- 次子：符昭信，官至天雄軍衙內都指揮使、領賀州刺史；後周世宗時卒，獲贈檢校太保、閬州防禦使
- 三子：符昭願，宋真宗時官至邢州防禦使、武都郡開國公；卒贈鎮東軍節度使
- 四子：符昭壽，宋真宗時官至益州兵馬鈐轄
- 五子：符昭遠
- 六子：符昭逸
- 七子：符昭敏

符彥卿先後有三個女兒成為後周、北宋初年皇后，致家族顯赫，當時無出其右。
- 長女：宣懿符皇后，後周世宗柴榮第一任皇后，早逝，葬於懿陵。
- 次女：宣慈符皇后，親姐死後，於顯德六年（959年）被後周世宗立為第二任皇后，至恭帝時被尊太后臨朝聽政。北宋立國後遷西宮，被奉為周太后，及後出家修道，號玉清仙師。
- 三女：符氏，適昭信軍節度使李承嗣
- 四女：符氏，適安遠軍節度使李守節
- 五女：符氏
- 六女：懿德符皇后，後周時適趙匡義為繼室，早逝，趙光義即位宋太宗後，追冊為皇后，葬於永安陵西北
- 七女：符氏